# نبيهة كراولي
نبيهة كراولي مطربة وفنانة موسيقية تونسية. ولدت في مدينة قفصة جنوب غربي تونس أطلق عليها عدة ألقاب على غرار سفيرة الأغنية التونسية و فردوس الطرب المفقود و العصفور التيموقادي و الكروان .. غنت في عديد المهرجانات العربية و العالمية على غرار ليالي دبي و مسرح المدينة بيروت و الكازيف و جميلة العربي و مراكش و دار الأوبرا المصرية و أولمبيا باريس و عدة حفلات في الكويت و الإمارات و لبنان و مصر و المغرب و ليبيا و الجزائر و أمريكا و إيطاليا و ألمانيا و فرنسا و كندا... كما سعت للتعريف بالأغنية التونسية من خلال عديد الإنتاجات و الألبومات الناجحة مثل شفتك مرة و طريڨ السلامة و كان ڨلبي و متشوڨة و يا سعد و غيرها من الأغاني كما سعت من خلال النجع بداية من 2002 و الأغاني الخليجية التي انتجتها سنة 2008 و تعاملها مع الملحن المصري محمد يحيى 2009 و الملحن الجزائري فاضل نوبلي 2014 إلى تنويع مشوارها الفني بغناء ألوان أخرى ساعدتها في الإنتشار عربيا نوعا ما ، و للعلم فقد أشاد بصوتها عدة فنانين عرب على غرار الشيخ امام ( مصر ) و هيام يونس ( لبنان ) و مارسيل خليفة ( فلسطين ) و نصير شمة ( العراق ) و صانع النجوم المخرج الراحل سيمون أسمر ( لبنان ) و الإعلامي الكبير الراحل نجيب الخطاب ( تونس ) كما تقاسمت الركح مع عدة فنانين عرب و عالميين على غرار الشاب خالد و إيلي شويري و حكيم و ايهاب توفيق و غيرهم لتمثيل تونس و الراية التونسية في عدة بلدان مغاربية، مشرقية و أخرى غربية

## حياتها
درست الآداب لمدة عامين ثم تحولت إلى دراسة الموسيقى ونالت الأستاذية من المعهد العالي للموسيقى. أتقنت اللون الغنائي والمقامات التونسية وتخصصت في غنائها واشتهرت بها في المغرب العربي والمشرق العربي، رغم أن تكوينها الأول كان على أسس المدرسة الشرقية. سعت جديا للتعريف بالهوية الفنية التونسية. ومن أمانيها تحقيق انتشار عربي أوسع بالجمع في أدائها بين اللون التونسي والمدرسة الشرقية سواء على صعيد اللحن أو الكلمات. كما وتشارك كراولي بشكل متواصل في عدد من المهرجانات الموسيقية الجهوية والعربية.

## مسيرتها الفنية
- 1984: أول صعود على المسرح مع عميد الأغنية الملتزمة الشيخ إمام، والمشاركة معه جولته الفنية في تونس.
- 1987 : التعامل مع أنور براهم و علي الواتي بألبوم النوارة العاشقة ( أغاني تونسية مثل تناديني واناديك و أخرى بالفصحى مثل حلمت سلمى و يا هل رجوت لقائي و لتشعلوا الشموع...) عمل شارك فيه كل من الفنان الكبير لطفي بوشناق و الفنان القدير رؤوف بن عمر

- 1988 : افتتاح مهرجان قرطاج بعمل (ليلة طائر) من ألحان أنور براهم وأشعار علي اللواتي، ومشاركة لطفي بوشناق في الغناء
- 1988 : الغناء أمام الرئيس الفلسطيني الزعيم ياسر عرفات
- 1989 : ألبوم (شفتك مرة) مع الأستاذ سمير شيشتي
- 1992 : ألبوم (طريق السلامة) ألحان سليم دمق،كلمات الحبيب محنوش وحسن محنوش.
- 1994 : ألبوم (سير يا قلم / كان قلبي يطاوعني) ألحان الناصر صمود وأشعار المنصف البلدي.
- 1994 : مسرحية " قرطاج لماذا " إخراج رؤوف كوكة و نص لعز الدين المدني على ركح مهرجان قرطاج الدولي
- 1997 : عرض زخارف تونسية على ركح مهرجان قرطاج الدولي الموسيقار محمد القرفي
- 1998 : تصوير فيديو كليب (واش عاجبه فيها) في لندن كلمات الجليدي العويني و الحان سليم دمق.
- 2002 : ألبوم (النجع 2002) كلمات الشاعر الليبي علي الكيلاني والألحان من التراث الليبي.
- 2003 : ألبوم «يا سعد» أغاني تراثية في صياغة موسيقية حديثة، توزيع محسن الماطري
- 2003 : مسلسل تلفزيوني تونسي «يا مسهرني» في دور البطولة، نص وإخراج للمخرج السينمائي المنصف ذويب.
- 2003 : تكريم من رئيس الجمهورية زين العابدين بن علي

- 2004 : مهرجان المدينة بعرض (زخارف عربية) للموسيقار محمد القرفي.
- 2005 : - عضوة هيئة التنظيم لمهرجان الموسيقى التونسية في دورته 16.

- تمثيل تونس في لجنة تحكيم مهرجان الأغنية العربية بالدار البيضاء، المغرب في دورته 7.

- افتتاح مهرجان الموسيقى التونسية في دورته 16 بعرض خاص «لقاء» جمع بين الفنانة نبيهة كراولي والفنانين سنية مبارك وزياد غرسة وتمثل العمل في وصلة من المالوف التونسي ومختارات من أحلى إنتاجات الثالوث فـي غنـاء جماعي وفردي ( يا زهر الليمون ، سحرتني بزينك يا طفلة...)
- 2020 : تكريم من رئيس الجمهورية قيس سعيد
- 2023 : أغنية هاي طلت الباهية , كلمات ياسين حمزاوي و الحان أمين القلصي
- مهرجانات تونسية (1988–2003):
  - سان لورنزو (إيطاليا 1988)
  - أوبرا القاهرة 1994 ( مصر )
  - ليالي دبي ( الإمارات 1997)
  - مسرح المدينة بيروت ( لبنان 2006 )
  - الكويت ( 2008 )
  - معهد الموسيقى العربية القاهرة (مصر2015)
  - جميلة العربي ( الجزائر 2015 )
  - لوس الدولي ( الجزائر 2017 )
  - مراكش ( المغرب 1996 )
  - بنزرت الدولي ( تونس 2003 )
  - الحمامات الدولي ( تونس 1994 ، 2006 )
  - صفاقس الدولي ( تونس 1992 )
  - دڨة الدولي ( تونس 2023 )
  - القبة ( تونس 1992 ، 1995 ، 1999 ، 2003 ، 2006...)
  - مهرجان الأغنية التونسية 2006
  - المهرجان العربي للإذاعة و التلفزيون 2003
  - أوبرا الجزائر ( الجزائر 2017 )
  - مهرجان قرطاج الدولي ( تونس 1988 ، 1990 ، 1994 ، 1997 ، 2003 ، 2005 ، 2010 , 2014...)
  - أيام قرطاج الموسيقية ( 2016 )
  - باريس:
    - 1993 Montparnasse
    - 1995
    - 1996
    - 1997 Palais des Congrès
    - Le grand Ramdam 2011
    - Olympia paris 2023

  - غرونوبل، مرسيليا، تولون، ليون ( فرنسا 1995)
  - فيينا ( إيطاليا 1995)
  - طرابلس ( ليبيا 1997)
  - جنيف ( إيطاليا 1997)
  - مونتريال ( كندا 1997, 2016)
  - لافال ( كندا 2024 )
  - (2004–2003) le Zénith.